# Onychostruthus
Onychostruthus (sneeuwvinken) is een geslacht van zangvogels uit de mussenfamilie (Passeridae).

## Soorten
Het geslacht kent de volgende soort:
- Onychostruthus taczanowskii – Taczanowski's sneeuwvink